# بابلو سارابيا
بابلو سارابيا غارسيا (بالإسبانية: Pablo Sarabia García) (مواليد 11 مايو 1992 في مدريد، إسبانيا) هو لاعب كرة قدم إسباني يلعب مع وولفرين هامبتون واندررز في مركز الوسط الهجومي وسبق له اللعب مع نادي إشبيلية وريال مدريد كاستيا وباريس سان جيرمان ولعب مع منتخب إسبانيا تحت 21 سنة لكرة القدم.

## مسيرته الكروية
لعب بابلو سارابيا خلال مسيرته الاحترافية مع 5 أندية في اثنا عشر موسمًا وسجل خلالها 57 هدفًا ضمن 301 مباراة. ولم يفز بأي موسم بالكأس وفاز في موسم واحد بالدوري.
خاض بابلو سارابيا مسيرته مع نادي ريال مدريد كاستيا في موسم 2009–10 ولمدة موسمين، مشاركًا في 47 مباراة سجل خلالها 15 هدفًا. ثم انتقل إلى نادي كاسيرينو في موسم 2010–11 لمدة موسم واحد، حيث شارك في مباراة سجل خلالها هدفًا واحدًا. لينتقل بعدها إلى نادي خيتافي في موسم 2011–12 ليلعب معه خمسة مواسم، مشاركًا في 131 مباراة سجل خلالها 11 هدفًا. ثم انتقل إلى نادي إشبيلية في موسم 2016–17 واستمر معه طيلة ثلاثة مواسم، مشاركًا في 101 مباراة سجل خلالها 26 هدفًا. هذا وانتقل لاحقًا إلى نادي باريس سان جيرمان في موسم 2019–20 لمدة موسم واحد، مشاركًا في 21 مباراة سجل خلالها 4 أهداف.

## روابط خارجية
- بابلو سارابيا على موقع الاتحاد الدولي (مؤرشف)  (الإنجليزية)
- بابلو سارابيا على موقع الاتحاد الأوربي (الإنجليزية)
- بابلو سارابيا على موقع إي إس بي إن إف سي (الإنجليزية)
- بابلو سارابيا على موقع قاعدة بيانات كرة القدم.إي يو (الإنجليزية)
- بابلو سارابيا على موقع بيانات كرة القدم. دي إي (الألمانية)
- بابلو سارابيا على موقع ليكيب (الفرنسية)
- بابلو سارابيا على موقع ناشيونال فوتبول تيمز (الإنجليزية)
- بابلو سارابيا على موقع Soccerbase.com (لاعب) (الإنجليزية)
- بابلو سارابيا على موقع Soccerway.com (الإنجليزية)
- بابلو سارابيا على موقع عالم كرة القدم.نت (الإنجليزية)